# Tsrvivtsi
Tsrvivtsi (en macédonien Црвивци ; en albanais Cërvevci) est un village de l'ouest de la Macédoine du Nord, situé dans la municipalité de Kitchevo. Le village comptait 1725 habitants en 2002. Il est majoritairement albanais.

## Démographie
Lors du recensement de 2002, le village comptait :
- Albanais : 1 702
- Macédoine : 3
- Bosniaques : 1
- Autres : 19